# Burschenschaft

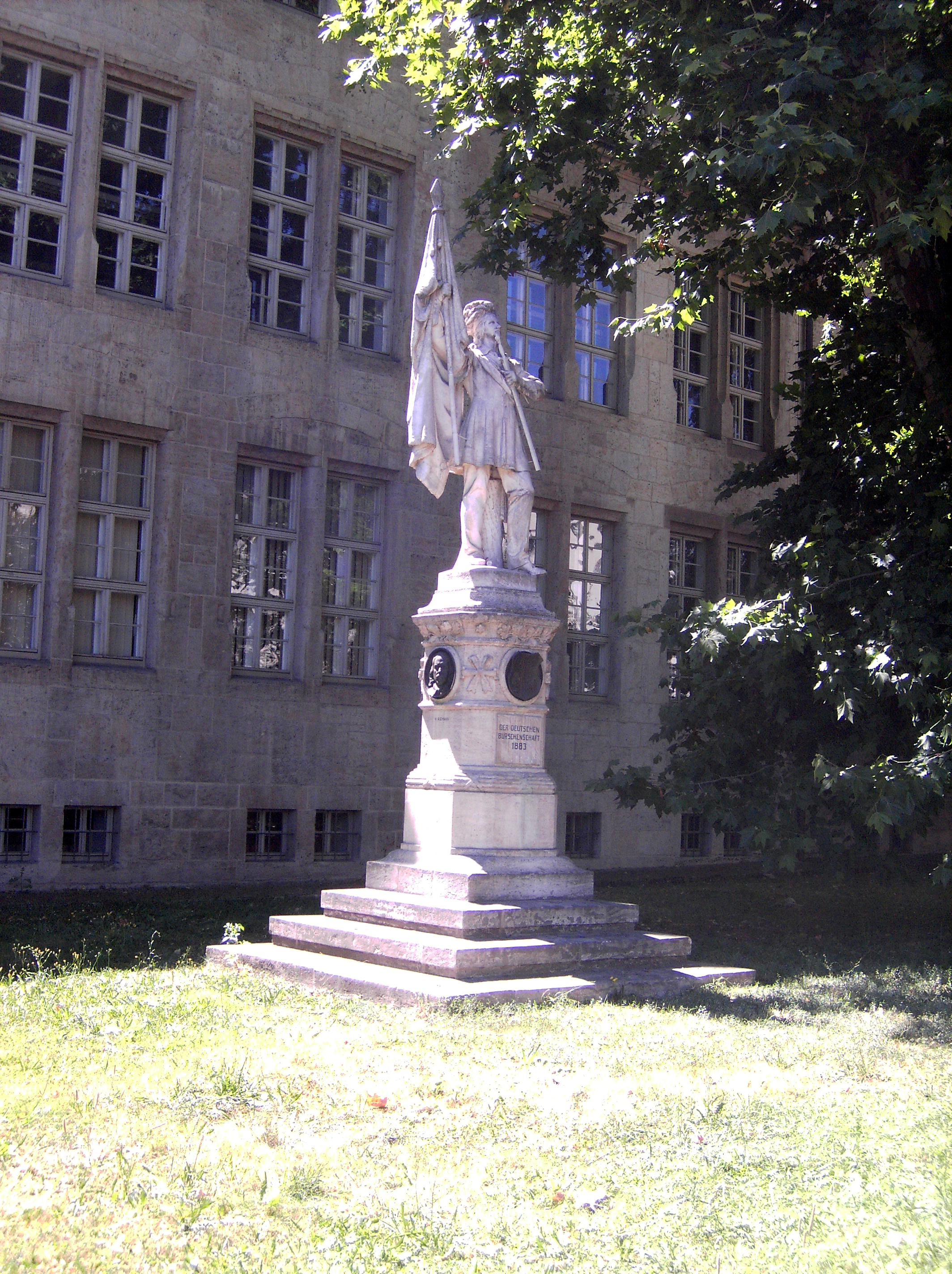
Monument över den första Burschenschaft - Urburschenschaft - i Jena.

Burschenschaft är en tysk studentrörelse som grundades i Jena i Sachsen-Weimar-Eisenach 1815. 
Den ursprungliga föreningen i Jena, som senare fått namnet Urburschenschaft, bildades 12 juni hade 859 aktiva studenter vilket var omkring 60 procent av de studenter som studerande vid Jenas universitet 1815–1820. Som valspråk antog man ära, frihet, fädernesland och som färger svart-rött-guld, de gamla riksfärgerna inom tysk-romerska riket. Burschenschaften kämpade för Tysklands enande, liberala friheter och samtidigt ett höjande av det etiska och religiösa värderingarna bland studenterna.
Från Jena spred sig burschenschaften snabbt till andra tyska universitet och 1818 bildades Allgemeine Deutsche Burschenschaft. Karl Sands mord på August von Kotzebue, vilket vissa av föreningarna stödde ledde dock till ingripande från myndigheterna i burschenschaften förbjöds. Man fortsatte dock i verksamheten med andra namn. 1832 delades rörelsen i två delar: Arminia och Germania. Arminia arbetade för att samla studenterna i ideellt och vetenskapligt tankeutbyte medan Germania arbetade politiskt, för liberalisering och Tysklands enande. Den senare riktningen deltog i revolutionsrörelserna 1830 och 1848. Till Frankfurtparlamentet inlämnade 1848-1849 1.500 studenter en resolution, vars punkter delvis beaktades vid beslutens fattande i den konstituerade nationalförsamling, av vilka många varit medlemmar av burschenschaft. Från 1848 blev medlemskap i burschenschaft innefattat i den allmänna föreningsrätten och deras politiska betydelse minskade. Senare uppkom ett mellanting mellan Arminia och Germania genom den så kallade Teutonia, vilken mera anknöt till studentföreningstypen Landsmannschafts program och uppgifter. De olika riktningarna sammanslöt sig 1874 genom Eisenacher Konvention och 1881 till Allgemeine Deputiertenkonvent (ADC). De så kallad Reformburschenschaften, förenade sig 1883 i Allgemeine Deutschen Burschenbunde.
Alla Burschenschaften upplöstes 1935 under högtidliga former för att ingå i Nationalsozialistischer Deutscher Studentenbund.
En Burschenschaft är en speciell studentförening (på tyska Studentenverbindung). Omkring 10–15 procent av alla studentföreningar i Tyskland är Burschenschaft. Alla Burschenschaft utgår från den första Burschenschaft, den så kallade Urburschenschaft, i Jena, oavsett vilken riktning som deras nutida verksamhet utvecklat sig i. Denna hämtade dock alla sina traditioner och yttre attribut från de äldre studentverbindungarna, så kallade studentcorps, som uppkommit under det sena 1700-talet; det nya med Burschenschaften var att de till skillnad från corpser hade en politisk agenda.